# 北川俊澄
北川 俊澄（きたがわ としずみ、1981年2月7日 - ）は、日本の元ラグビー選手。
日本代表通算43キャップを獲得している。

## プロフィール
- 京都府京都市出身。
- 身長195cm、体重110kg
- 血液型A型
- ポジションはロック(LO)

## 経歴
- 1996年～1999年 伏見工業高校
- 2000年～2004年 関東学院大学ラグビー部
- 2004年～2019年 トヨタ自動車ヴェルブリッツ
- 2019年[1]～2021年[2] 日野レッドドルフィンズ

南京都ラグビースクールで、10歳のときに祖父の勧めでラグビーを始める。
関東学院大学卒業後、トヨタ自動車に入社。
2005年3月8日に日本代表に初選出され、同年11月5日にリポビタンDチャレンジ2005 スペイン戦において代表デビューを果たす。
ラグビーワールドカップ2007日本代表には選出されなかったが、その後も毎年日本代表に選出されラグビーワールドカップ2011にも日本代表にロックとして選出され、全試合に先発出場した。